# Эрл, Атол
Атол Джон «Джо» Эрл (англ. Athol John "Joe" Earl; род. 1 сентября 1952, Крайстчерч) — новозеландский гребец, выступавший за сборную Новой Зеландии по академической гребле в 1970-х годах. Чемпион летних Олимпийских игр в Мюнхене, бронзовый призёр Олимпийских игр в Монреале, обладатель двух бронзовых медалей чемпионатов мира, чемпион Европы, победитель и призёр многих регат национального значения.

## Биография
Атол Эрл родился 1 октября 1952 года в городе Крайстчерч, Новая Зеландия. Детство провёл на ферме близ Гавардена в регионе Кентербери.
Заниматься академической греблей начал во время учёбы в Колледже Сейнт-Эндрю в Крайстчерче, где проходил подготовку под руководством тренера Фреда Стракана.
Первого серьёзного успеха на взрослом международном уровне добился в сезоне 1971 года, когда вошёл в основной состав новозеландской национальной сборной и выступил на чемпионате Европы в Копенгагене, где в восьмёрках обошёл всех своих соперников и получил золото.
Благодаря череде удачных выступлений удостоился права защищать честь страны на летних Олимпийских играх 1972 года в Мюнхене. Здесь в восьмёрках тек же пришёл к финишу первым, завоевав тем самым золотую олимпийскую медаль.
После мюнхенской Олимпиады Эрл остался в составе гребной команды Новой Зеландии на ещё один олимпийский цикл и продолжил принимать участие в крупнейших международных регатах. Так, в 1973 году он стартовал на европейском первенстве в Москве, в зачёте распашных рулевых четвёрок сумел квалифицироваться лишь в утешительный финал В и расположился в итоговом протоколе соревнований на восьмой строке.
В 1974 году побывал на чемпионате мира в Люцерне, откуда привёз награду бронзового достоинства, выигранную в восьмёрках.
В 1975 году на мировом первенстве в Ноттингеме вновь стал бронзовым призёром в восьмёрках.
Находясь в числе лидеров новозеландской национальной сборной, благополучно прошёл отбор на Олимпийские игры 1976 года в Монреале. На сей раз в главном финале восьмёрок финишировал третьим позади команд из Восточной Германии и Великобритании, добавив в послужной список бронзовую олимпийскую медаль.
Завершив спортивную карьеру, вплоть до 1992 года управлял отцовской фермой, затем занимался сельскохозяйственным бизнесом в регионе Уэст-Кост. Впоследствии работал в сфере недвижимости в Рангиоре, в конечном счёте в 2009 году продал свои активы компании PGG Wrightson.
В 1990 году вместе с другими членами золотой новозеландской восьмёрки был введён в Зал славы спорта Новой Зеландии.
Приходится свёкром известной новозеландской гребчихе Джорджине Эверс-Суинделл, двукратной олимпийской чемпионке, трёхкратной чемпионке мира.